# Bank für Handel und Industrie (Berlin)
Die Bank für Handel und Industrie AG (BHI) (1949 bis 1950: Berliner Bank für Handel und Industrie AG) war 1949 bis 1991 ein Kreditinstitut in West-Berlin und Teil der Dresdner-Bank-Gruppe.

## Geschichte
Nach dem Zweiten Weltkrieg wurden die deutschen Großbanken Deutsche Bank, Commerzbank und die Dresdner Bank durch die alliierten Siegermächten zerschlagen. In der SBZ wurden die Banken verstaatlicht. Die Dresdner Bank verlegte daher ihren Sitz von Ost- nach West-Berlin.
In den westlichen Besatzungszonen wurden die Niederlassungen der Dresdner Bank in Teilbanken aufgeteilt. Grundlage war das Gesetz der amerikanischen Militärregierung Nr. 57 vom 6. Mai 1947, dem sich die französische und die britische Militärregierung mit Gesetzen vom 1. Oktober 1947 bzw. 1. April 1948 anschlossen. Demnach durften Banken nur in dem Land, in dem sie ihren Hauptsitz hatten, Niederlassungen betreiben. Die Dresdner Bank als solche verlor damit die Niederlassungen in Ost- und Mitteldeutschland durch Enteignung und die im Westen durch Ausgründung. Sie blieb daher auf West-Berlin beschränkt.
1949 wurde beschlossen, das operative Geschäft in West-Berlin auf eine neue Gesellschaft, die Berliner Bank für Handel und Industrie AG, zu übertragen. Anteilseigner dieser Bank wurden drei westdeutsche Regionalinstitute der Dresdner Bank, die Hamburger Kreditbank, die Rhein-Ruhr Bank und die Rhein-Main-Bank. Die alte Dresdner Bank (die Altbank) blieb bestehen, um künftig noch Forderungen aus den enteigneten Niederlassungen und Tochtergesellschaften in Mittel- und Ostdeutschland sowie dem Ausland geltend machen zu können (das weitere Schicksal der Altbank siehe Restquote). Anlass war die Währungsreform, die in den drei Westsektoren Berlins am 20. März 1949 erfolgte.
Ende 1949 hatte die Bank eine Bilanzsumme von 8,3 Millionen DM und 163 Angestellte und war damit die größte der Großbanken in Berlin. Die Bank wuchs rasant und konnte Kundeneinlagen und Kredite in den ersten beiden Jahren verzehnfachen. 1951 waren 476 Mitarbeiter beschäftigt. Führende Kraft im Vorstand der Bank war Fritz André (1897–1985), der gleichzeitig die Leitung der Altbank verantwortete und Gründungsvorstand der BHI war.
Das Großbankengesetz (offiziell Gesetz über den Niederlassungsbereich von Kreditinstituten) von 1952 bestätigte diese Zerschlagung, erlaubte jedoch eine teilweise Wiederzusammenführung der Regionalinstitute in drei Regionen. Mit dem Fusionsgesetz (offiziell Gesetz zur Aufhebung der Niederlassungsbereiche von Kreditinstituten) von 1956 wurde die Neubildung der bundesweit tätigen Großbanken wieder erlaubt. Die Dresdner Bank entstand neu als Fusion der Regionalinstitute. Aufgrund des Viermächte-Status von Berlin galten diese Gesetze dort nicht. Die Bank für Handel und Industrie blieb daher als selbstständige Tochtergesellschaft der Dresdner Bank bestehen.
Mit der Wende in der DDR und der anschließenden Wiedervereinigung änderten sich die rechtlichen Rahmenbedingungen. Mit dem Zwei-plus-Vier-Vertrag erhielt die Bundesrepublik Deutschland die volle Souveränität zurück und der Viermächte-Status von Berlin entfiel. Nun gab es keinen Grund mehr für eine gesonderte Organisationsform der Dresdner Bank in Berlin. 1991 wurde die Bank für Handel und Industrie auf die Dresdner Bank verschmolzen.